# سوم آکورد

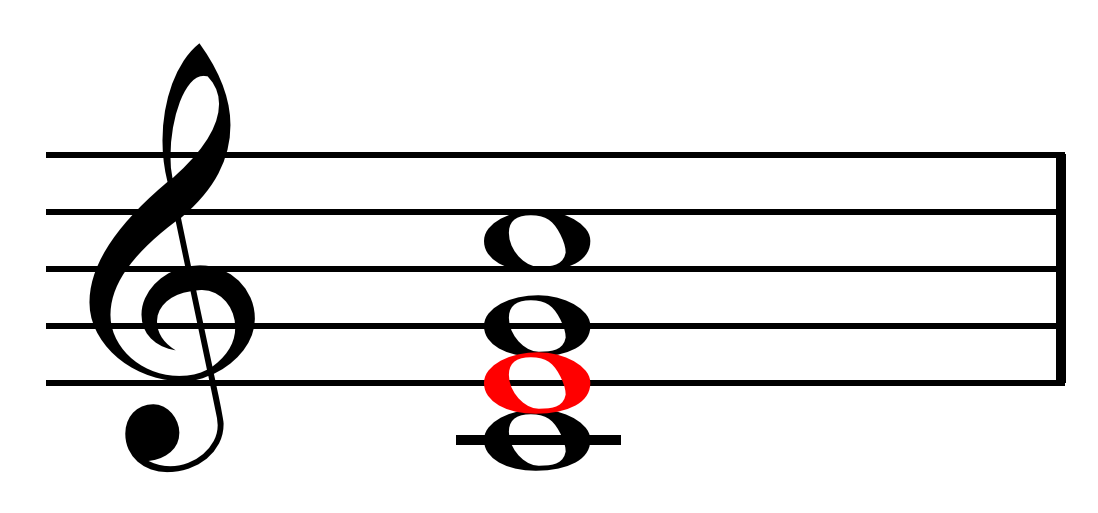
«سوم آکورد» در دو ماژور

معکوس سوم آکورد در دو ماژور

سومِ آکورد (انگلیسی: Third) در موسیقی، درجه سومِ یک آکورد یا گام است. فاصله «سومِ آکورد» از نت پایه محاسبه می‌شود مانند:
- دو تا می (یا «سوم بزرگ») در آکورد ماژور.
- دو تا می بمل (یا «سوم کوچک») درآکورد مینور.

سومِ آکورد در «معکوس اول» در بخش بم قرار می‌گیرد.

## دهم
دهم (انگلیسی: Tenth) فاصله‌ای در موسیقی کلاسیک است که از ترکیب یک اکتاو و یک «فاصله سوم» به وجود می‌آید. از آنجایی که تنها هفت «درجه» در مقیاس گام دیاتونیک وجود دارد، فاصلهٔ دهم ترکیبی از سوم میانی شناخته می‌شود و فاصله‌ای مطبوع است.

### دهم بزرگ
فاصلهٔ «دهم بزرگ» از ترکیبِ یک اکتاو و یک سوم بزرگ به وجود می‌آید و معکوس آن ششم کوچک است. دارای ۱۶ نیم پرده (یک اکتاو و ۴ نیم پرده) است و فاصلهٔ آن در اعتدال مساوی از نت پایه، ۱۶۰۰ سنت است.

### دهم کوچک
فاصلهٔ «دهم کوچک» از ترکیبِ یک اکتاو و یک سوم کوچک به وجود می‌آید و معکوس آن ششم بزرگ است. دارای ۱۵ نیم پرده (یک اکتاو و سه نیم پرده) است و فاصلهٔ آن در اعتدال مساوی از نت پایه، ۱۵۰۰ سنت است.

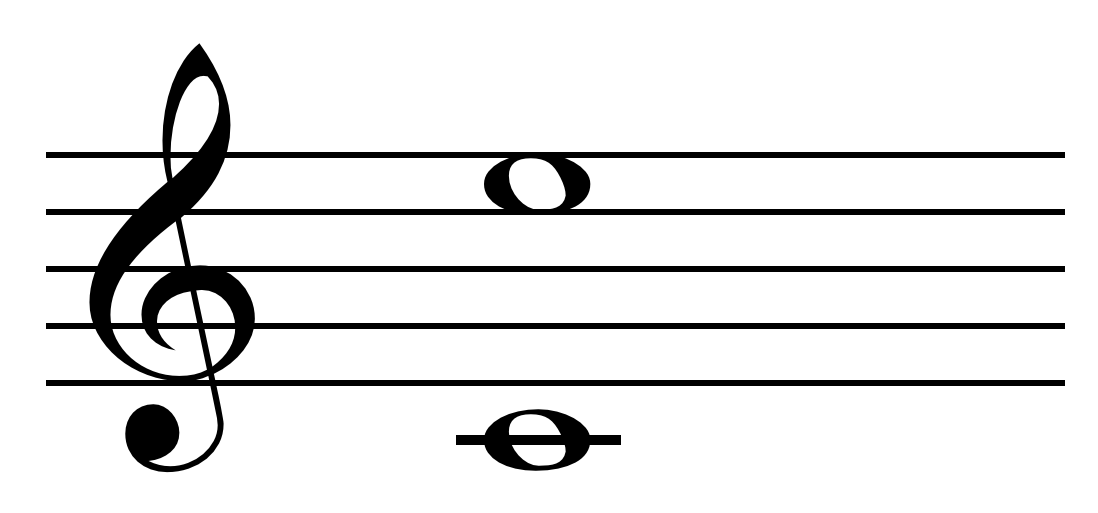
فاصله دهم بزرگ از نت دو

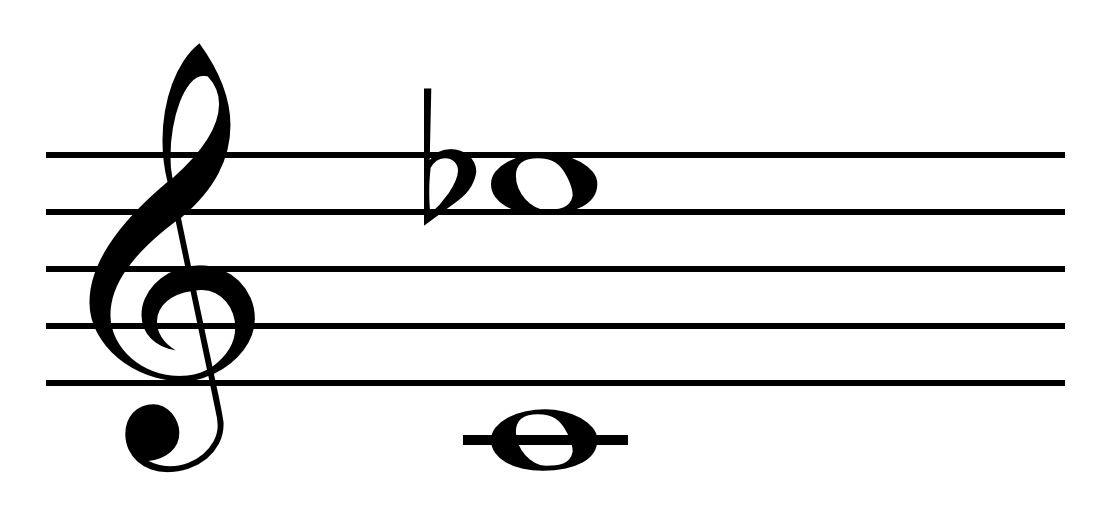
فاصله دهم کوچک از نت دو